# Elatostema kesselii
Elatostema kesselii är en nässelväxtart som beskrevs av H. Schröter. Elatostema kesselii ingår i släktet Elatostema och familjen nässelväxter. Inga underarter finns listade i Catalogue of Life.